# Fischerstraße (Kempten)
Die Fischerstraße in Kempten (Allgäu) ist die erste ausgebaute Fußgängerzone Schwabens. Die Einkaufsmeile in Kempten ist geprägt durch Einzelhandelsgeschäfte. Die Fischerstraße ist nach den dort früher ansässigen Illerfischern benannt.

## Lage
Die Fischerstraße, früher auch als Fischergasse bezeichnet, befindet sich im reichsstädtischen Teil Kemptens. Beginnend am 1866 abgebrochenen Fischertor, heute Künstlerhaus und Juwelier Ade, verläuft die etwa 290 Meter lange Fischerstraße bis zur Klostersteige.

## Geschichte
Die Fischerstraße war eine Hauptstraße der Reichsstadt Kempten. Auch nach der Säkularisation verlor sie nicht an Bedeutung. Um dem Verkehrsfluss zwischen dem alten Bahnhof und der fürstäbtlichen Residenz, die als Schlosskaserne dem bayerischen Militär diente, gerecht zu werden, wurde 1866 das Fischertor abgebrochen. Des Weiteren wurde 1910 eine Engstelle zur Klostersteige durch den Abbruch mehrerer Häuser beseitigt.
Im September 1970 wurde die Fischerstraße als erste ausgebaute Fußgängerzone in Bayerisch-Schwaben eröffnet. Die Umnutzung der bis dahin für den Durchgangsverkehr verwendeten Straße war nur durch den Altstadtdurchbruch am Rathaus möglich. Seither dient die dortige Kronenstraße dem Durchgangsverkehr von Süd nach Nord durch die Altstadt.
Der Gründer von Feneberg Lebensmittel, Theodor Feneberg (1907–1978), der in der Fischerstraße sein erstes Selbstbedienungslebensmittelgeschäft eröffnet hatte, stiftete einen dem früheren Oberbürgermeister August Fischer gewidmeten Brunnen.
Seit dem 23. Juli 1976 ziert ein weiterer Brunnen die Fischerstraße. Das „Fischerbüble“ im Fischerbrunnen wurde von einer Kemptnerin als Andenken für ihren verstorbenen Ehemann, ein leidenschaftlicher ortsansässiger Angler, gestiftet. Die Figur wurde vom Oberstaufener Bildhauer Fidelis Bentele erschaffen.
In den Jahren 1999 und 2000 wurde die Fischerstraße modernisiert: Neben einem neuen Bodenbelag wurden auch neue Sitzgelegenheiten aufgestellt, Bäume gepflanzt und die Ausstellungskästen aus Glas beseitigt.

## Bebauung
Das alte Straßenbild der Fischerstraße ist im Wesentlichen durch Ladeneinbauten und Fassaden des 19. und 20. Jahrhunderts gestört. Neben den gehäuft traufständig auftretenden Häusern tragen wenige, beispielsweise das Schlößle, Volutengiebel. Ausnahmen bilden Häuser mit Satteldach.
Im Süden liegt das 1965 erbaute Quelle-Haus, das nach einem Umbau seit 2012 von der Drogerie- und Handelskette Müller gemietet ist. Der Quelle-Bau ersetzte den Gasthof zum deutschen Kaiser.
Das ehemalige Brauhaus der Brauerei zur Stadt Hamburg stammt aus dem 18. Jahrhundert. Die zwei gleichartigen und zusammengefassten Gebäude sind langgestreckte Traufseitbauten mit Zwerchhäusern mit Volutengiebeln und klassizistischen Details. Markant ist ein schmiedeeiserner Ausleger aus Brauereizeiten.
Das ehemalige Gebäude der Bayerischen Vereinsbank ist ein neobarocker Mansarddachbau mit drei Geschossen, übergiebelten Eckrisaliten, übergiebeltem Mittelteil und Hausteingliederungen aus der Zeit von etwa 1910.

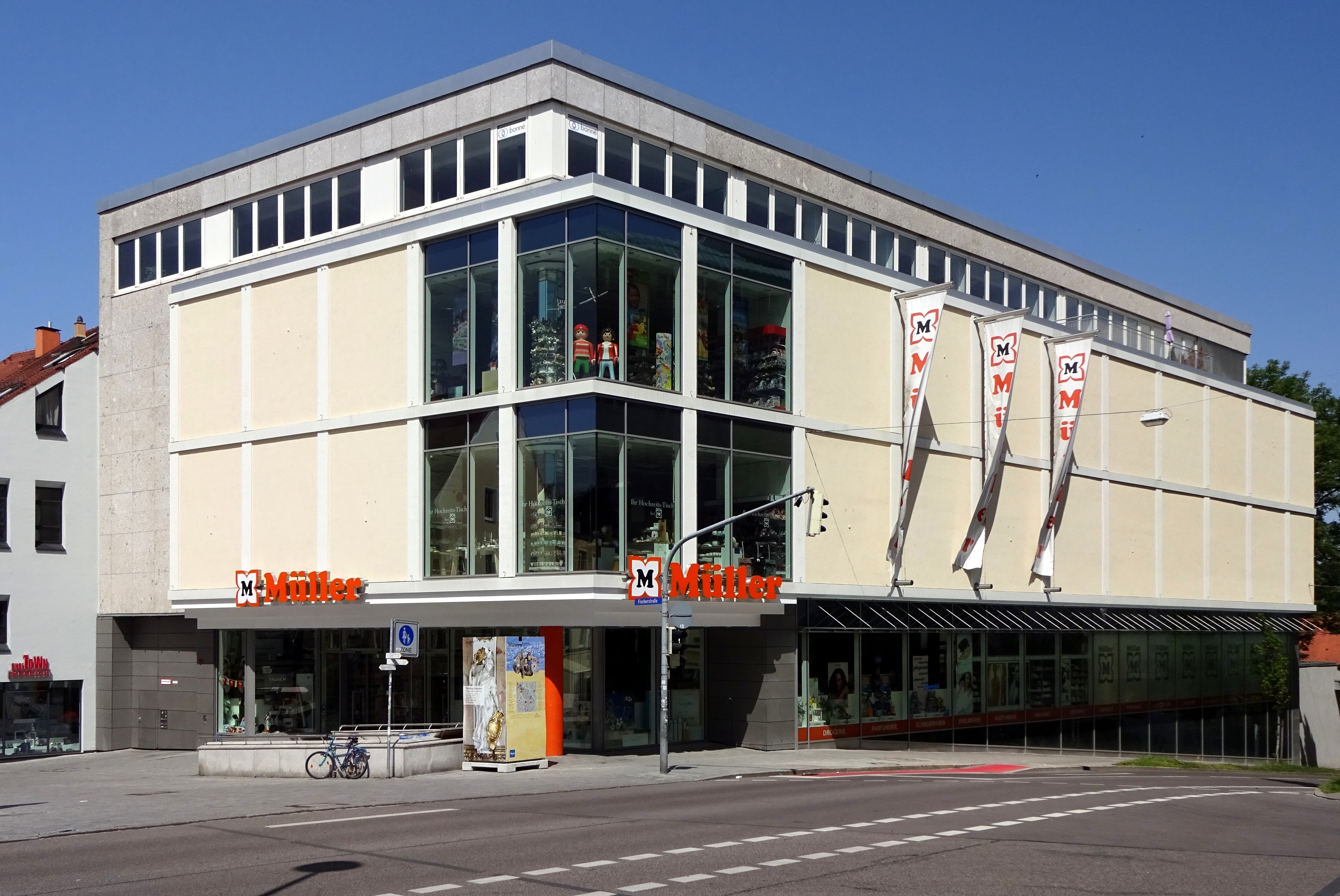
Nr. 2: "Quelle-Haus"
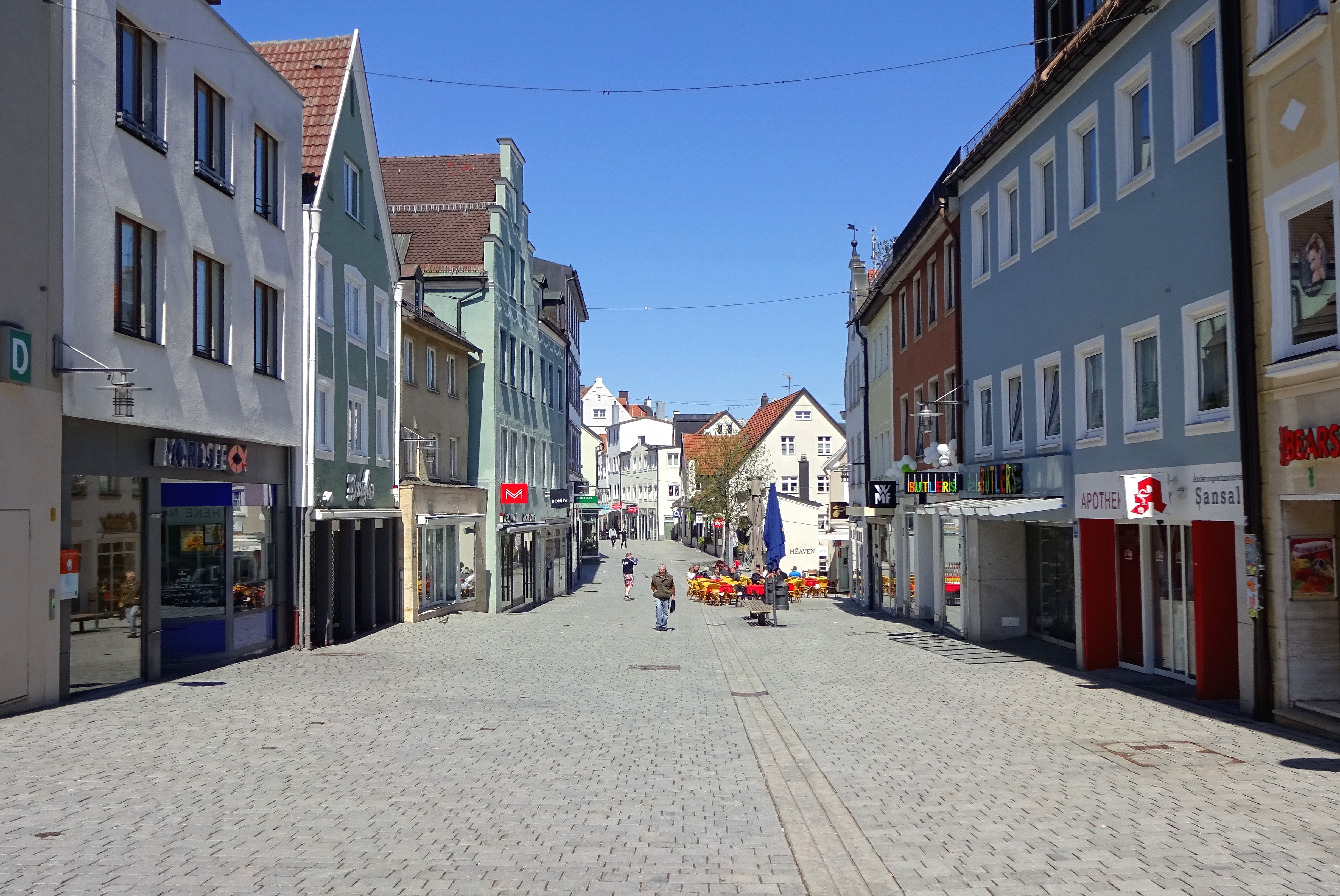
Blick von Süden in die Fischerstraße
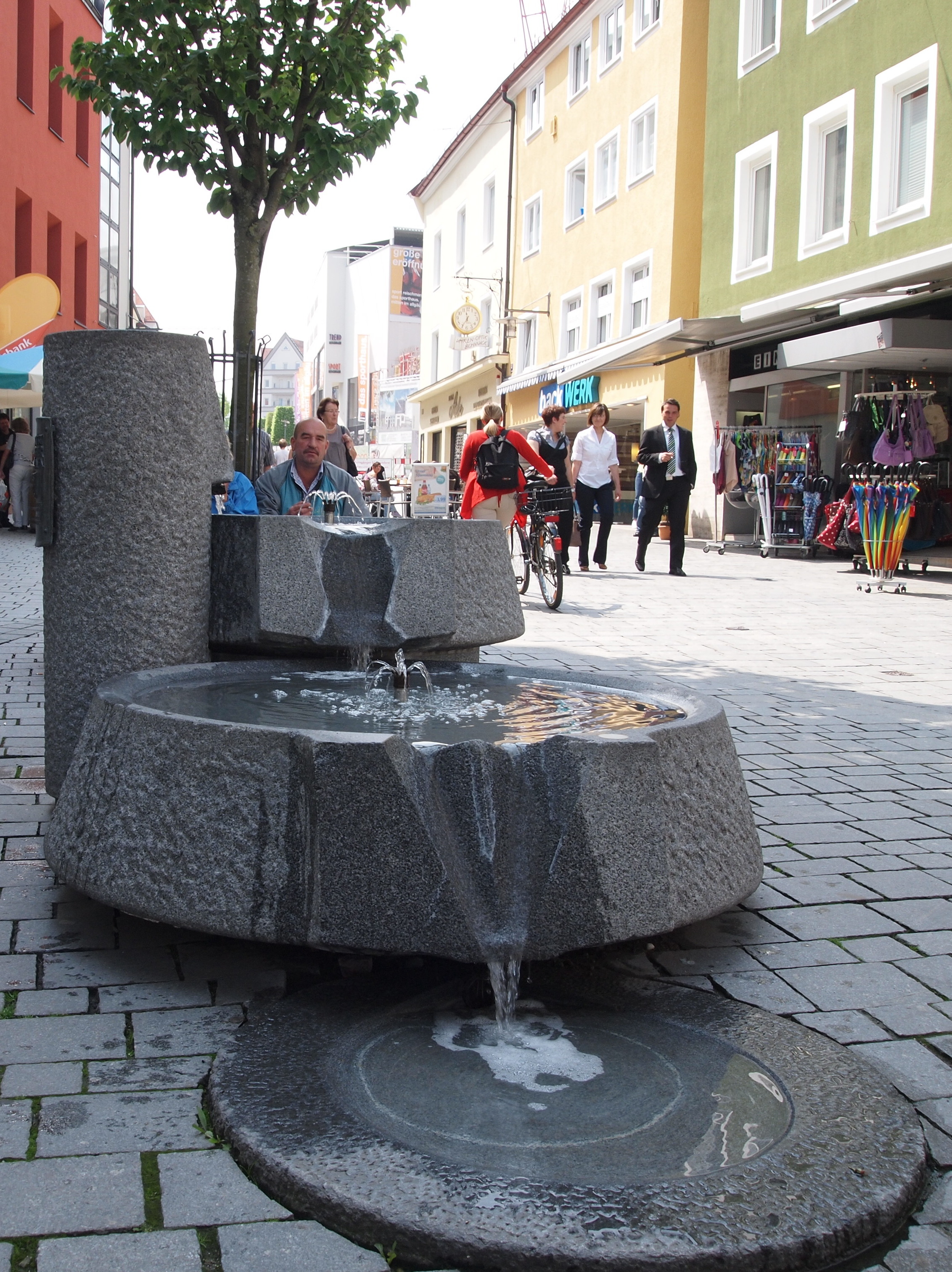
August-Fischer-Brunnen
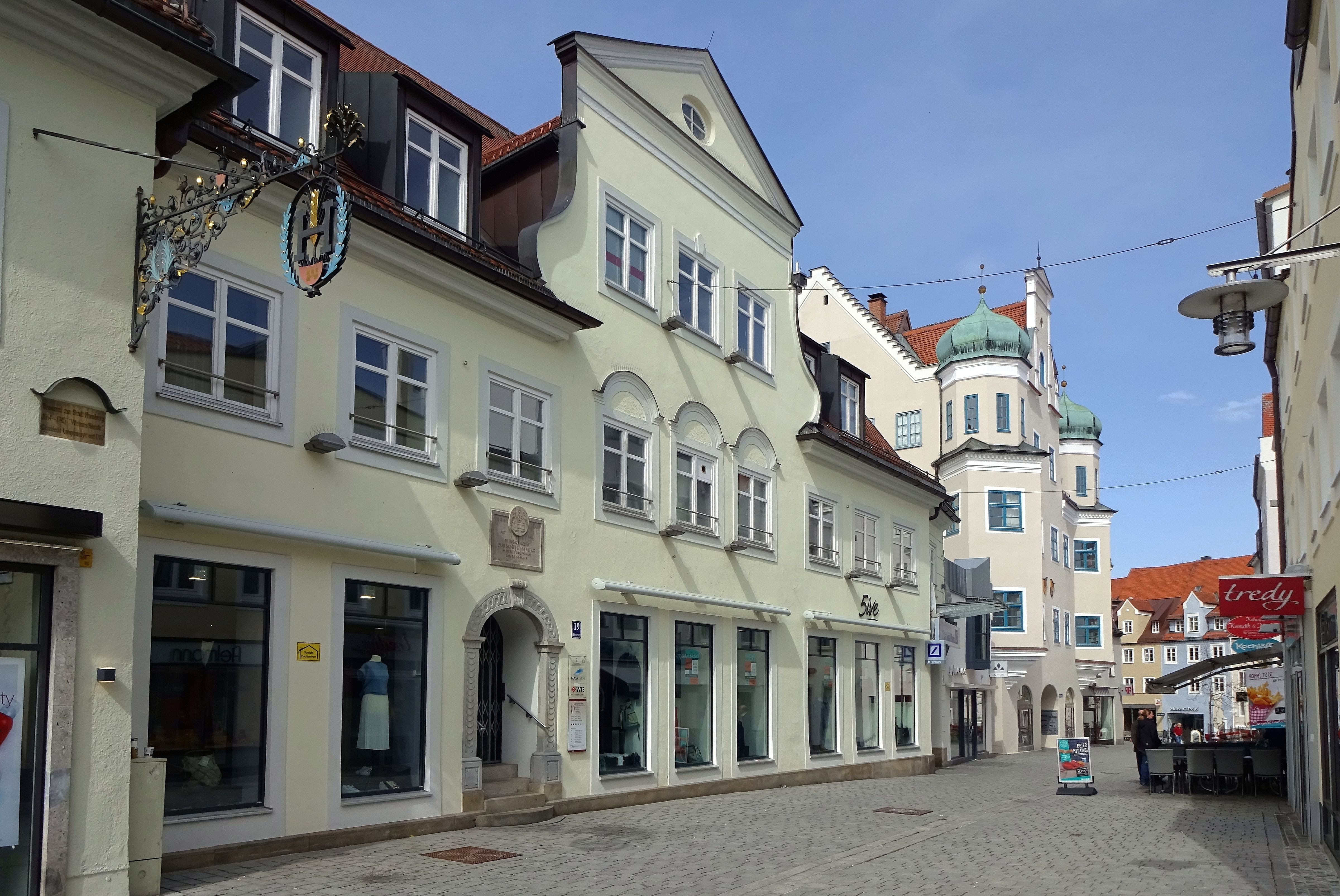
Nr. 19/21: Brauerei zur Stadt Hamburg
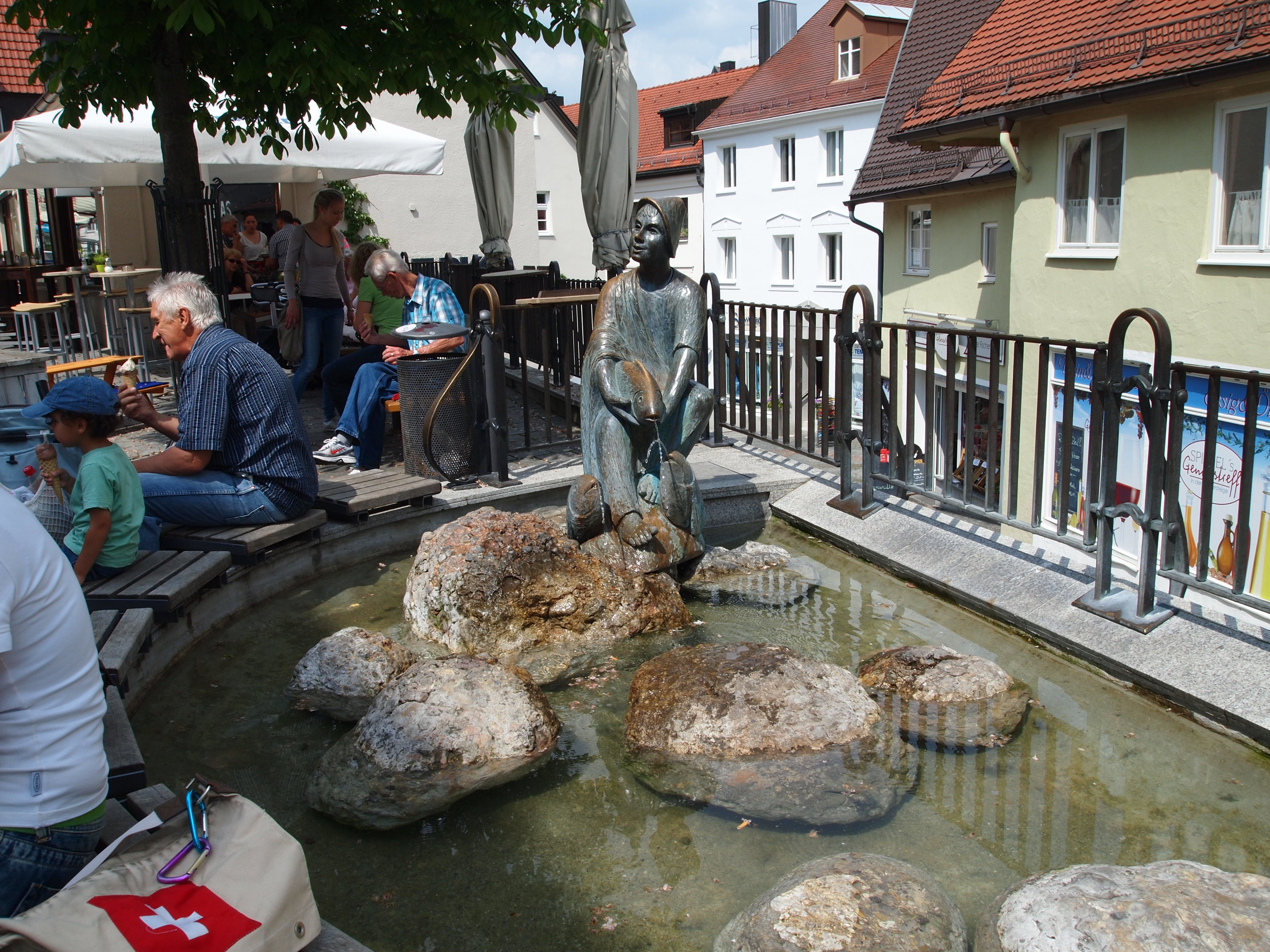
Fischerbrunnen
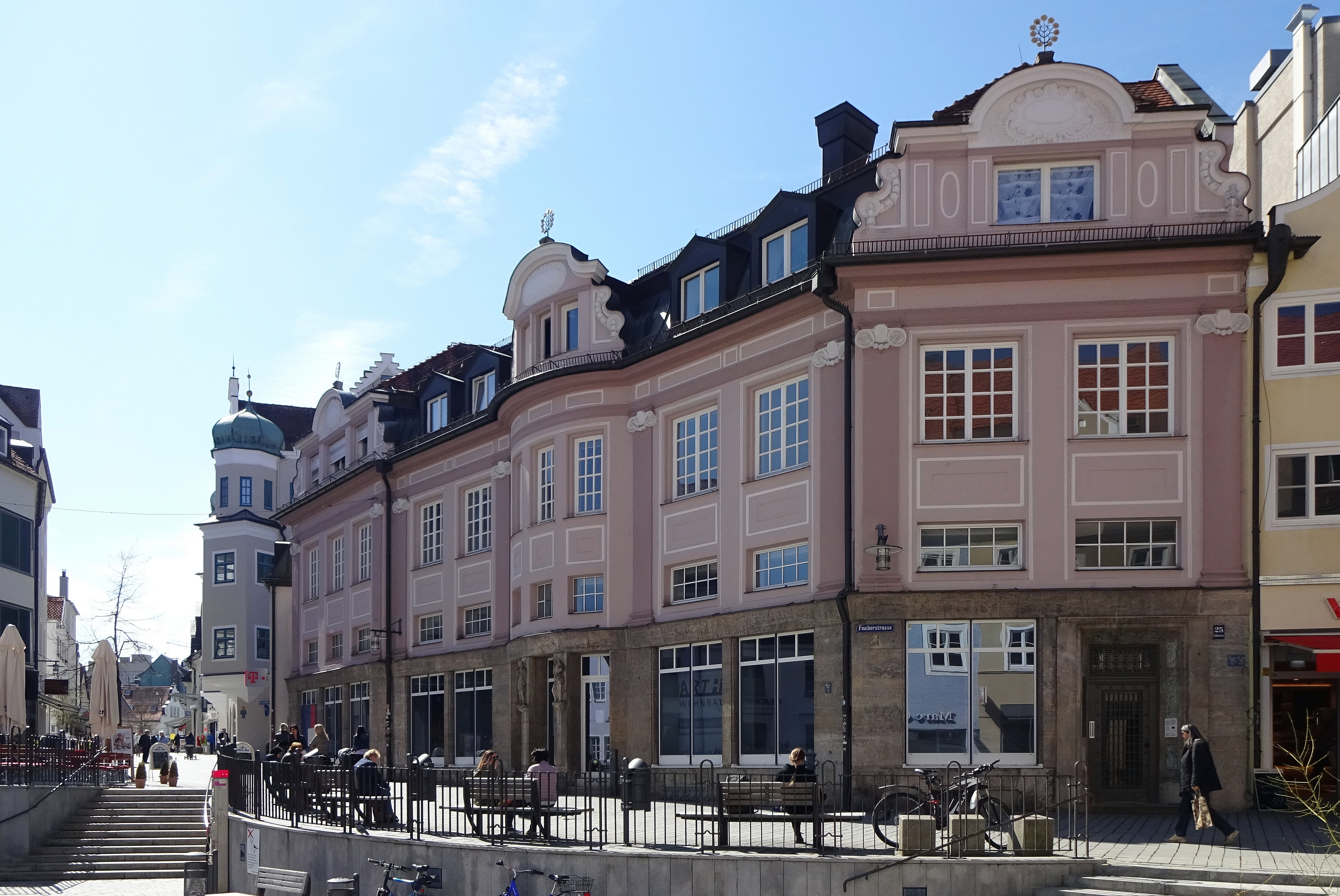
Nr. 25: Ehemalige Bayerische Vereinsbank
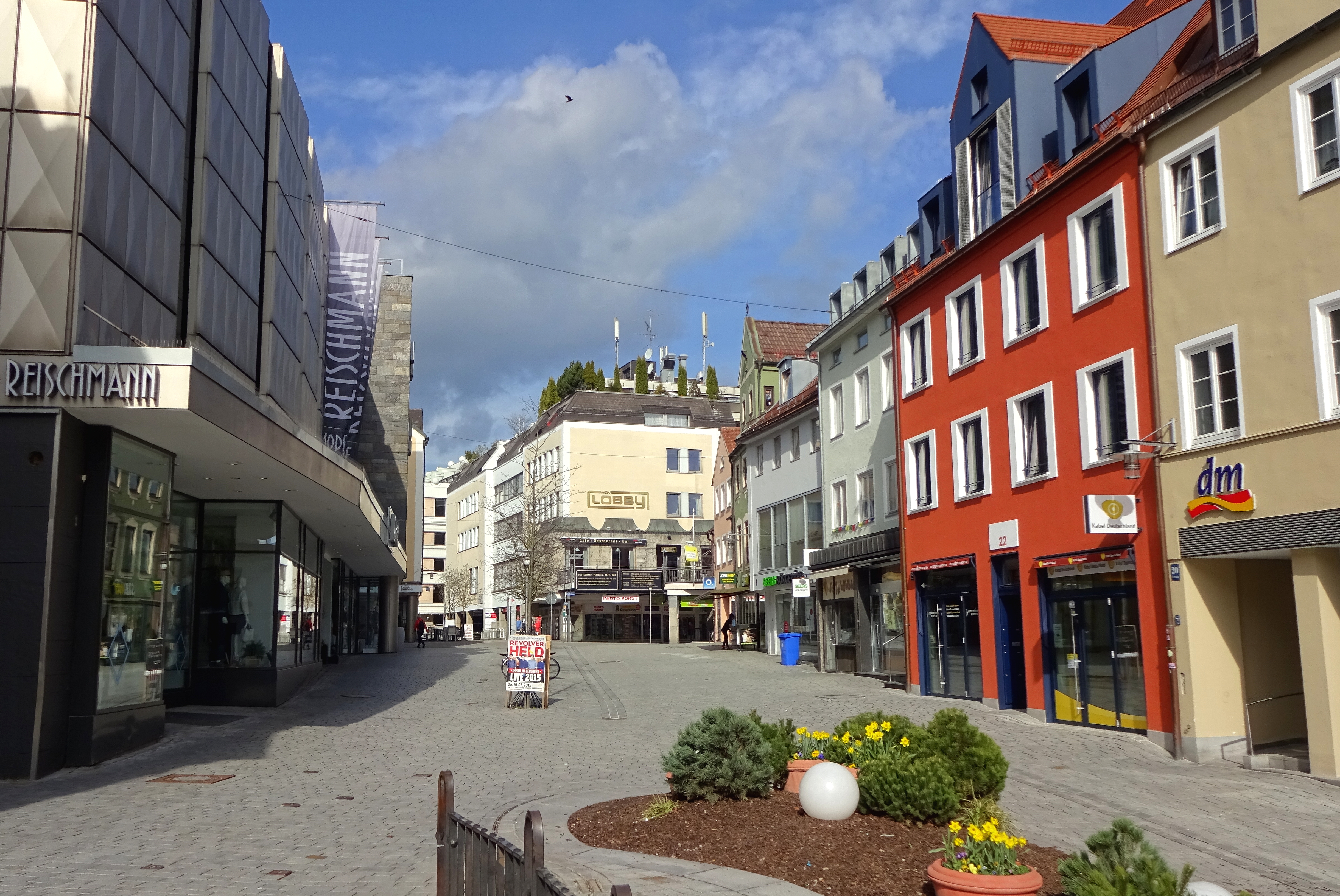
Nordende der Fischerstraße